# Воловац, Михаил Петрович
Михаил Петрович Воловац (1910—1973) — советский композитор.

## Биография
Родился 10 (23) ноября 1910 года в деревне Тишковка Подольской губернии (по другим данным Екатеринославской губернии) в семье аптекаря.
В 8 лет мама привезла его, брата и сестру в Петроград. Здесь Михаил успешно сдал экзамены одновременно в Театральный институт и консерваторию, но выбрал консерваторское обучение по классу фортепиано у профессора Черногорова. Консерваторию, а затем и аспирантуру, Воловац закончил у профессора С. И. Савшинского.
В годы учения приходилось Михаилу подрабатывать аккомпанементом в немом кино вместе со старшим братом скрипачом Наумом. В это же время состоялось знакомство с И. О. Дунаевским, Д. Д. Шостаковичем и многими другими музыкантами, ставшими впоследствии профессорами ленинградской консерватории.
В 1930—1932 годах Воловац был заведующим музыкальной частью, пианистом, дирижёром и композитором Ленинградского театра актёрского мастерства, в 1932—1937 годах — дирижёр ансамбля оперетты Ленгосэстрады под управлением Е. А. Вронской. В 1939—1941 годах — главный дирижёр эстрадного театра «Эрмитаж».
До 1943 года Воловац работал в оркестре Леонида Утёсова — сначала как пианист, а потом стал дирижёром оркестра. В этом же году он получил место дирижёра (позже главного дирижёра) в театре Музыкальной комедии, где он проработал до 60 лет, поставив и выпустив более пятидесяти спектаклей.
Параллельно с работой в театре Воловац сотрудничал со многими композиторами — В. Баснером, А. Петровым и В. Соловьёвым-Седым, с которым его связывала тесная дружба со студенческих лет.
После торжественного концерта, посвящённого своему 60-летию, Михаил Воловац подал заявление об уходе из театра.
В последние годы жизни он страдал тяжёлой болезнью крови. Умер 27 февраля 1973 года, похоронен в Санкт-Петербурге на кладбище «Памяти жертв 9-го Января».